# VC Olympia München
Der Volleyball-Club Olympia München e. V. ist ein deutscher Volleyballverein mit Sitz in der bayerischen Landeshauptstadt München. Durch Namensponsoring trägt der Verein derzeit den Namen des Sponsors WWK der Clubbezeichnung vorangestellt.

## Geschichte
Der Verein wurde im April 2016 als Förder- und Ausbildungsverein in Kooperation mit den regionalen Sportverbänden gegründet. Die erste Männer-Mannschaft startete mit Sonderstartrecht erstmals in der Saison 2017/18 in der Dritten Liga. Dort erreichte man in 20 Partien sieben Punkte, was den 11. und damit letzten Platz bedeutete. Zur nächsten Spielzeit trat man nicht mehr in der Liga an. Erst zur Saison 2021/21 begann man wieder mit Sonderstartrecht in der Dritten Liga Ost. Die Saison wurde bedingt durch die COVID-19-Pandemie bereits nach fünf gespielten Partien abgebrochen. Zu diesem Zeitpunkt hatte die Mannschaft drei Punkte aus einem gewonnenen Spiel und stand auf dem neunten Platz. Somit spielt die Mannschaft auch in der Saison 2021/22 in der dritthöchsten Spielklasse.